# 喀麥隆英語區危機
喀麥隆英語區危機（英語：Anglophone Crisis），又稱安巴佐尼亞戰爭或喀麥隆內戰，是南喀麥隆英語區議題造成的武裝衝突，2016年－2017年喀麦隆抗议後，主要講英語的南喀麥隆地區（西北區與西南區）武裝分子向喀麥隆軍隊發動攻擊，並宣布安巴佐尼亞恢復獨立，2017年底喀麥隆政府向分離主義者宣戰，派兵進入英語區。
衝突在一年內散播到喀麥隆英語區全境，至2019年中，政府軍控制主要城市與部分鄉村，叛軍則控制部分鄉村，且有時在城市發動攻擊。2019年雙方一度展開談判，並計劃給予英語區自治權，但衝突仍持續擴大，2020年喀麥隆議會選舉期間政府向衝突地區增兵也再次激化了衝突，COVID-19疫情爆發後有一股叛軍單方面宣布為防疫而停火，但其他叛軍與政府軍仍持續交戰。2021年1月叛軍試圖阻止英語區城市林貝舉辦非洲國家錦標賽，認為此舉侵犯了安巴佐尼亞的主權。截至2021年3月，衝突已造成超過4000人死亡，並造成超過70萬人流離失所。
2019年中起宣布獨立的安巴佐尼亞政權分裂成兩派，使局勢更形複雜，同年一些自奈及利亞引渡回國的分離主義分子（安巴佐尼亞第一任總統朱利葉斯·西西庫·阿尤克·塔布等人）被判死刑，但在國際壓力下喀麥隆政府在獄中與他們對話 。